# Pierre François Dumont
Pour les articles homonymes, voir Dumont.
Pierre François Dumont, né le 12 janvier 1789 à Bouchain (Nord) et décédé le 27 juillet 1864 à Ferrière-la-Grande (Nord) est un homme politique français.

## Biographie
Pierre François Dumont naît le 12 janvier 1789 à Bouchain. Il est le fils d'un boulanger, Jean-Baptiste Dumont, et de son épouse, Marie Félicité Joseph Rémy.
Soldat en 1808, Pierre François Dumont quitte l'armée en 1814 avec le grade de capitaine. Mis en demi-solde, il se lance dans l'industrie, comme maître de forges, ouvrant un haut fourneau à Ferrière-la-Grande en 1829. Conseiller d'arrondissement, conseiller général du Nord, il est député du 10e Collège électoral du Nord (Valenciennes) de 1834 à 1842, siégeant dans l'opposition de gauche, dans le groupe d'Odilon Barrot.
Il meurt le 27 juillet 1864 à Ferrière-la-Grande.

## Industriel
Dumont est placé en demi-solde à la Restauration de Bourbon, et se retire à Bouchain. Il y devient associé dans l'exploitation de la fonderie de Raismes. Dumont est nommé chevalier de la Légion d'honneur le 10 octobre 1816 
Vers 1824, la société Dumont et Cie est fondée  « exploiter les premiers établissements de forges et de laminoirs de Valenciennes ». En 1828, Dumont demande une concession pour exploiter des mines de fer dans le canton de Maubeuge,

## Distinctions
- Chevalier de la Légion d'honneur par décret du 10 octobre 1816[3].